# 瀑布 (電影)
《瀑布》（英語：The Falls）是台灣導演鍾孟宏執導的第6部劇情長片，該片於第78屆威尼斯影展地平線單元舉行世界首映。由賈靜雯、王淨主演。於台灣10月22至24日搶先上映口碑場，10月29日正式上映。該片講述在2020年受嚴重特殊傳染性肺炎疫情衝擊的台灣，一對住在正在防水拉皮整修公寓裡的母女，在母親經歷婚姻失敗患上思覺失調症後，關係逐漸緊繃的家庭故事。
此片亦為鍾孟宏導演繼《陽光普照》後，連續第二部代表台灣角逐奧斯卡最佳國際影片獎之作品，並獲得第58届金马奖11項提名，最終獲得最佳原著劇本、最佳原創電影音樂、最佳女主角以及最佳劇情片4個獎項。

## 劇情
在外商公司當主管的羅品文三年前與丈夫王奇文離婚後，與女兒王靜在之前居住的公寓一起生活。班上同學確診嚴重特殊傳染性肺炎後，王靜在家過著居家隔離的生活，由羅品文向公司請假陪同。母女倆的隔離生活過得十分緊張，加上公寓外牆正進行防水拉皮工作，藍色布遮蔽了陽光，生活環境極為壓抑，兩人經常爆發矛盾，羅品文也因此漸漸患上了思覺失調症，經常有聽到瀑布聲響的幻覺。羅品文一次給女兒做飯的時候，不小心在家引起火災，幸好火勢被及時撲滅，未造成人員傷亡。之後，羅品文被送進精神病院，結識了同樣因為思覺失調入院的如萱。在如萱的鼓勵下，羅品文順利出院，並依靠藥物抑制病情。而公司因為羅品文的病情辭退了她，母女倆付不起公寓的貸款，於是把公寓賣掉，住進另一間較為廉價的公寓。同時，羅品文在一家家樂福大賣場找到工作，並認識了喪妻的陳主任，且得到陳主任的關照。
之後，王靜與同學在野外烤肉聚餐，到溪邊玩水，上游水壩突然洩洪，河水暴漲，湍急的水流將王靜和其他來不及離開的同學沖走。正在家做飯的羅品文接到老師的電話，獲知王靜失蹤的消息。直到看到新聞報導中女兒獲救的畫面，羅品文才鬆了一口氣。

## 演員
- 賈靜雯 飾演 羅品文
- 王淨 飾演 王靜
- 陳以文 飾演 陳主任：大賣場主管
- 李李仁 飾演 王奇文：品文的前夫，小靜的父親
- 劉亮佐 飾演 管理員：品文與小靜居住之大樓的管理員
- 楊麗音 飾演 彩姨：品文與小靜家的幫傭阿姨
- 宋少卿 飾演 陳總：品文的上司
- 魏如萱 飾演 如萱：精神病患
- 許瑋甯 飾演 陳醫師：身心科醫師（特別演出）
- 張少懷 飾演 急診室醫師（特別演出）
- 劉冠廷 飾演 抓蛇的消防員（特別演出）
- 黃信堯 飾演 賣場老鳥（特別演出）
- 鄧志鴻 飾演 雜貨店老先生（特別演出）
- 洪小鈴 飾演 後媽：王奇文的第二任妻子（特別演出）
- 魏如昀 飾演 如昀：如萱的妹妹（特別演出）
- 蘇逸洪 飾演 主播（特別演出）
- 戴昆憲 飾演 趙經理：房仲經理
- 胡皓翔 飾演 小楊：欺騙品文與小靜的房仲
- 郭大睿 飾演 Frank：奇文與第二任妻子的兒子

## 獎項紀錄
| 類別                       | 頒獎日期       | 獎項                   | 入圍者／作品   | 結果 | 參考  |
| -------------------------- | -------------- | ---------------------- | -------------- | ---- | ----- |
| 金馬獎                     | 2021年11月27日 | 最佳劇情片             | 《瀑布》       | 獲獎 |       |
| 金馬獎                     | 2021年11月27日 | 最佳導演               | 鍾孟宏         | 提名 |       |
| 金馬獎                     | 2021年11月27日 | 最佳女主角             | 賈靜雯         | 獲獎 |       |
| 金馬獎                     | 2021年11月27日 | 最佳女主角             | 王淨           | 提名 |       |
| 金馬獎                     | 2021年11月27日 | 最佳原著劇本           | 鍾孟宏、張耀升 | 獲獎 |       |
| 金馬獎                     | 2021年11月27日 | 最佳美術設計           | 趙思豪         | 提名 |       |
| 金馬獎                     | 2021年11月27日 | 最佳造型設計           | 許力文         | 提名 |       |
| 金馬獎                     | 2021年11月27日 | 最佳視覺效果           | 李志緯、謝岡達 | 提名 |       |
| 金馬獎                     | 2021年11月27日 | 最佳原創電影音樂       | 盧律銘         | 獲獎 |       |
| 金馬獎                     | 2021年11月27日 | 最佳攝影               | 鍾孟宏         | 提名 |       |
| 金馬獎                     | 2021年11月27日 | 最佳剪輯               | 賴秀雄         | 提名 |       |
| 新墨西哥影評人協會獎       | 2021年12月12日 | 最佳女主角             | 賈靜雯         | 亚军 | [ 5 ] |
| 新墨西哥影評人協會獎       | 2021年12月12日 | 最佳原創劇本           | 鍾孟宏、張耀升 | 亚军 | [ 6 ] |
| 新墨西哥影評人協會獎       | 2021年12月12日 | 最佳外語片             | 《瀑布》       | 獲獎 | [ 7 ] |
| 第3屆台灣影評人協會獎      | 2022年5月15日  | 最佳影片               | 瀑布           | 提名 |       |
| 第3屆台灣影評人協會獎      | 2022年5月15日  | 最佳導演               | 鍾孟宏         | 獲獎 |       |
| 第3屆台灣影評人協會獎      | 2022年5月15日  | 最佳劇本               | 鍾孟宏         | 提名 |       |
| 第3屆台灣影評人協會獎      | 2022年5月15日  | 最佳女演員             | 賈靜雯         | 獲獎 |       |
| 第3屆台灣影評人協會獎      | 2022年5月15日  | 最佳女演員             | 王淨           | 提名 |       |
| 台北電影節                 | 2022年7月8日   | 最佳電影行銷           | 《瀑布》       | 提名 |       |
| 台北電影節                 | 2022年7月8日   | 最佳海報               | 《瀑布》       | 獲獎 |       |
| 台北電影節                 | 2022年7月8日   | 最佳預告片             | 《瀑布》       | 提名 |       |
| 台北電影節                 | 2022年7月8日   | LINE TODAY觀眾票選海報 | 《瀑布》       | 提名 |       |
| 第13屆青年電影手冊年度盛典 | 2022年7月27日  | 年度華語十大佳片       | 《瀑布》       | 獲獎 |       |

## 外部連結
- 瀑布的Facebook專頁
- 瀑布的Instagram帳戶
- 互联网电影数据库（IMDb）上《瀑布》的资料（英文）
- 台灣電影網上《瀑布》的資料（繁體中文）
- 豆瓣电影上《瀑布》的資料 （简体中文）